# Bhagwantnagar
Bhagwantnagar är en ort i Indien.   Den ligger i distriktet Unnao och delstaten Uttar Pradesh, i den centrala delen av landet, 400 km sydost om huvudstaden New Delhi. Bhagwantnagar ligger 127 meter över havet och antalet invånare är 6 596.
Terrängen runt Bhagwantnagar är mycket platt. Runt Bhagwantnagar är det ganska tätbefolkat, med 166 invånare per kvadratkilometer. Bhagwantnagar är det största samhället i trakten. Trakten runt Bhagwantnagar består till största delen av jordbruksmark.